# Pedro Suárez de Quiñones

Armas de la familia Quiñones

Pedro Suárez de Quiñones (¿1367? - León, 1 de marzo de 1402) fue un prominente noble y funcionario del Reino de Castilla durante el siglo XIV. Desempeñó importantes cargos, como el de notario mayor de Castilla y adelantado mayor de León y Asturias. Además, fue miembro del Consejo de Regencia y mayordomo mayor del infante Fernando de Antequera. Su vida y carrera reflejan las complejidades de la política castellana de su tiempo.

## Biografía

### Orígenes y Primeros Años
Pedro Suárez de Quiñones era hijo de Suero Pérez de Quiñones, guarda mayor del rey, y de María Fernández de Mendoza, camarera mayor de Juana Manuel, esposa del rey Enrique II de Castilla. Nació en una familia influyente que jugó un papel crucial en la política de Castilla. Su carrera política comenzó en un contexto de intensas luchas dinásticas y conflictos territoriales, lo que le brindó la oportunidad de demostrar su lealtad y capacidad.

### Reinado de Enrique II
Para recompensar su lealtad, el 3 de octubre de 1367, Enrique II de Castilla le concedió el cargo de adelantado mayor de León y Asturias, que anteriormente había sido de su padre, fallecido en la batalla de Nájera ese mismo año. Esta gracia real le valió el sobrenombre de El Adelantado. Durante este periodo, Pedro luchó contra Pedro I de Castilla, apoyando al rey trastámara. El 15 de octubre de 1369, Enrique II le otorgó mercedes sobre varios concejos asturianos, sumando estos nuevos territorios a los heredados de su padre.

### Reinado de Juan I
Durante el reinado de Juan I de Castilla, Pedro recibió la confirmación de todas sus concesiones, incluyendo el adelantamiento, que pasó a ser vitalicio. En 1385, apoyó a Juan I en la batalla de Aljubarrota, donde las tropas castellanas se enfrentaron a las portuguesas. Además, defendió la villa de Valderas de un ataque del duque de Lancaster, Juan de Gante, en 1387. En 1380, fue nombrado encomendero mayor de los monasterios de San Juan de Corias y San Isidoro, y en 1390 fue nombrado notario mayor de Castilla. Su influencia se consolidó al alinearse con el rey en contra de la oligarquía nobiliaria, particularmente durante las rebeliones del conde Alfonso Enríquez.

### Reinado de Enrique III
Tras la muerte de Juan I el 9 de octubre de 1390, su hijo, Enrique III de Castilla, ascendió al trono. Durante la minoría de edad del nuevo rey, Pedro Suárez se integró activamente en la Corte y fue nombrado miembro del Consejo de Regencia el 31 de enero de 1391. Posteriormente, se desempeñó como mayordomo mayor del infante Fernando de Antequera. Con la llegada de la mayoría de edad de Enrique III, Pedro continuó en el servicio real, participando en la sofocación de rebeliones y expandiendo sus dominios. En diciembre de 1396, recibió por juro de heredad varios concejos leoneses y asturianos, incrementando significativamente su poder territorial.

### Construcción del Palacio del Conde Luna
Pedro Suárez de Quiñones mandó construir el Palacio del Conde Luna, un destacado edificio que refleja su influencia y riqueza. Este palacio se ha convertido en un símbolo de su estatus y poder en la región, y ha albergado diversas instituciones a lo largo de los siglos, incluyendo el Tribunal de la Santa Inquisición.

## Matrimonio y Sucesión
Pedro contrajo matrimonio hacia 1379 con Juana González de Bazán, hija del señor de Palacios de la Valduerna. Sin embargo, no tuvieron descendencia. Al no contar con herederos directos, Pedro Suárez legó sus amplios dominios a su sobrino y legítimo heredero Diego Fernández de Quiñones, hijo de su hermana Leonor Suárez de Quiñones, bajo la condición de que adoptara el apellido y las armas del solar de Quiñones.

## Legado
Pedro Suárez de Quiñones es recordado por su papel crucial en la política castellana, su lealtad a la Corona y su contribución a la expansión territorial en León y Asturias. Su vida y carrera no solo reflejan las complejidades de la nobleza castellana en el siglo XIV, sino también los desafíos y las intrigas de una época marcada por luchas de poder y alianzas políticas.